# Club Deportivo Godoy Cruz Antonio Tomba 2012-2013

## Rosa
| N. |                      | Ruolo | Calciatore         |
| -- | -------------------- | ----- | ------------------ |
| 1  | Argentina (bandiera) | P     | Nelson Ibáñez      |
| 2  | Argentina (bandiera) | D     | Leonardo Sigali    |
| 3  | Uruguay (bandiera)   | D     | Washington Camacho |
| 4  | Argentina (bandiera) | D     | José San Román     |
| 5  | Argentina (bandiera) | C     | Nicolás Olmedo     |
| 6  | Argentina (bandiera) | C     | Luis Jerez Silva   |
| 7  | Argentina (bandiera) | C     | José Fernández     |
| 8  | Argentina (bandiera) | C     | Gonzalo Castellani |
| 9  | Argentina (bandiera) | A     | Mauro Óbolo        |
| 10 | Argentina (bandiera) | C     | David Ramírez      |
| 11 | Argentina (bandiera) | C     | Alexis Castro      |
| 12 | Argentina (bandiera) | P     | Sebastián Torrico  |
| 14 | Argentina (bandiera) | C     | Federico Lértora   |
| 15 | Panama (bandiera)    | C     | Armando Cooper     |
| 17 | Argentina (bandiera) | A     | Renato Pinedo      |

| N. |                      | Ruolo | Calciatore         |
| -- | -------------------- | ----- | ------------------ |
| 18 | Argentina (bandiera) | D     | Emanuel Insúa      |
| 19 | Argentina (bandiera) | D     | Leandro Grimi      |
| 20 | Argentina (bandiera) | C     | Leonel Ríos        |
| 22 | Argentina (bandiera) | D     | Lucas Ceballos     |
| 23 | Paraguay (bandiera)  | C     | Eduardo Ledesma    |
| 24 | Argentina (bandiera) | A     | Rodrigo Salinas    |
| 25 | Argentina (bandiera) | D     | Nicolás Sánchez    |
| 27 | Argentina (bandiera) | A     | Ciro Rius          |
| 31 | Argentina (bandiera) | A     | Facundo Castillón  |
| 32 | Argentina (bandiera) | A     | Diego Sevillano    |
| 34 | Argentina (bandiera) | C     | Sergio Sánchez     |
| 35 | Argentina (bandiera) | A     | Juan Garro         |
| 36 | Argentina (bandiera) | D     | Sebastián Olivarez |
| 37 | Argentina (bandiera) | P     | Sebastián Moyano   |
| 39 | Argentina (bandiera) | C     | Fernando Zuqui     |